# Vol American Airlines 1
Le vol American Airlines 1 est un vol intérieur régulier de passager reliant l'aéroport international de New York à l'aéroport international de Los Angeles. Le 1er mars 1962, le Boeing 707 assurant ce vol s'écrase dans les eau de la baie de Jamaica peu après le décollage. L'intégralité des 87 passagers et des huit membres d'équipage périt dans le crash.
Une enquête du Civil Aeronautics Board (en) (CAB) a déterminé qu'un défaut de fabrication du pilote automatique a conduit à une entrée intempestive au niveau du système de contrôle de la gouverne de direction, provoquant la perte de contrôle et la crash de l'appareil.
Il est, à l'époque, le sixième accident aérien mortel impliquant un Boeing 707, et également le plus meurtrier impliquant ce type d'avion. Contrairement à la tradition qui veut qu'un accident d'avion entraîne automatiquement le retrait de son identifiant, le vol 1 d'American Airlines existe toujours.

## Avion et équipage
L'appareil est un Boeing 707-123B, immatriculé N7506A (numéro de série 17633/12). Il s'agit du 12e 707 fabriqué par Boeing et il fut livré à American Airlines le 12 février 1959. Au moment de l'accident, il totalise 8 147 heures de vol. Sa dernière inspection de maintenance périodique avait eu lieu le 18 janvier 1962, après 7 922 heures de vol. 
L'équipage de ce vol est composé du commandant de bord James Heist (56 ans), du copilote Michael Barna Jr. (35 ans), du second officier Robert Pecor (32 ans) et de l'ingénieur de vol Robert Cain (32 ans).

## Accident
Le vol 1 a reçu l'ordre de rouler jusqu'à la piste 31L, à 09 h 54 HNE, et l'autorisation de se diriger vers Los Angeles sans escale selon les règles de vol aux instruments (IFR) à 10 h 02 ; l'avion a ensuite décollé à 10 h 07. Suivant les procédures d'American Airlines et les instructions du contrôle des départs, l'avion a amorcé un virage à gauche sur un cap de 290°. Au cours de ce virage, à une altitude de 1 600 pieds (490 m), l'avion s'est incliné trop brusquement sur sa gauche, dans un roulis dépassant rapidement 90°, avant de se renverser sur le dos et de commencer à descendre, le nez en premier et à grande vitesse, dans un plongeon presque à la verticale.
Le Boeing 707 s'est écrasé dans la baie de Jamaica, à 10 h 08, alors qu'il était incliné à 78° sur la gauche et sur un cap magnétique de 300 °. Les passagers à bord d'un avion de Mohawk Airlines (en) à destination d'Albany, qui a décollé immédiatement après le vol 1, ont vu l'avion plonger dans les eaux de la baie. L'avion s'est désintégré à l'impact, une grande éclaboussure d'eau saumâtre et de fumée noire a jailli du site du crash, et les débris éparpillés et le carburant ont pris rapidement feu. Les habitants de Long Island ont décrit avoir entendu plusieurs explosions qui ont ébranlé les fondations des maisons avoisinantes, bien que personne au sol n'ait été témoin de l'accident. Cependant, quelques hommes de la base aéronavale de New York/Floyd Bennett Field ont vu une énorme colonne d'eau s'élever au-dessus des hangars, et un garde, à son poste sur le pont de Cross Bay (en), a vu l'avion se retourner et plonger dans l'eau.
L'appareil s'est écrasé dans une zone marécageuse isolée de la baie de Jamaica, utilisée comme réserve naturelle. Plus de 300 policiers et pompiers, dont 125 détectives participant à un séminaire sur les stupéfiants à l'académie de police, ainsi que des hélicoptères de la Garde côtière, ont été mobilisés sur le lieu du crash dans les 30 minutes qui ont suivi l'accident pour des opérations de sauvetage, mais n'ont trouvé aucun survivant parmi les 95 occupants de l'avion. La marée basse a aidé le personnel de recherche dans ses tentatives de récupérer les corps de l'épave ; seuls quelques corps sont restés intacts.

## Victimes
Un certain nombre de personnalités américaines étaient à bord de cet appareil, dont :
- Richard L. Conolly, amiral de l'US Navy,
- W. Alton Jones, multimillionnaire, ancien président et membre du conseil d'administration de Cities Service Company et proche de Dwight D. Eisenhower.
- Arnold Kirkeby, millionnaire et ancien dirigeant de la chaîne d'hôtels de luxe Kirkeby,
- Louise Lindner Eastman, dont la fille Linda Eastman se mariera plus tard au membre des Beatles Paul McCartney.
- Irving Rubine, producteur du film Les Canons de Navarone,
- Emelyn Whiton, championne olympique en voile aux Jeux olympiques d'été de 1952.

De plus, quinze peintures d'Arshile Gorky en route pour une exposition à Los Angeles furent également perdues.
Johnny Hallyday, alors âgé de 19 ans, avait un billet à son nom pour ce vol. Arrivé tardivement à l'aéroport, le personnel d'escale lui a refusé l'embarquement et lui a indiqué de prendre le vol suivant.

## Enquête
Le Civil Aeronautics Board (en) (CAB) a été informé de l'accident à 10 h 10 et a immédiatement envoyé des enquêteurs dans la baie de Jamaica pour mener une enquête. Les deux enregistreurs de vol ont été retrouvés le 9 mars et envoyés à Washington DC, pour l'analyse de leurs données. Des audiences publiques ont eu lieu à l'hôtel International de New York du 20 au 23 mars 1962.
Les enquêteurs n'ont pas pu récupérer suffisamment de tissus corporels pour déterminer si l'équipage était physiquement en état d'incapacité au moment du crash. Les rapports toxicologiques ont définitivement exclu les gaz toxiques, l'alcool et les drogues comme causes possibles du crash. Milton Helpern, médecin légiste en chef, a décidé que demander aux proches de tenter d'identifier visuellement les victimes du crash était inhumain et a ordonné des comparaisons dentaires et d'empreintes digitales. 
Début juillet, le CAB a annoncé que ses enquêteurs pensaient qu'une goupille fendue et un boulon manquants dans le mécanisme de la gouverne de direction auraient pu provoquer le crash de l'avion. Bien que cela soit considéré comme une « erreur de mécanicien », le CAB a néanmoins téléphoné à tous les opérateurs de 707 pour les informer du danger potentiel lié à cet assemblage.
En janvier 1963, le CAB a publié son rapport sur l'accident d'avion, déclarant que l'accident a probablement été causé par un court-circuit causé par des fils électriques dans le système de pilote automatique de l'avion, qui avaient été endommagés lors du processus de fabrication. Il a déclaré qu'un dysfonctionnement du système de commande de la gouverne de direction produisant un lacet, une glissade et un roulis conduisant à une perte de contrôle dont la récupération n'a pas été efficace, et a également conclu qu'un dysfonctionnement de la servocommande de la gouverne de direction, dû à un court-circuit d'origine électrique, est l'élément le plus probable ayant contribué à l'accident.
Les inspecteurs du CAB ont inspecté plusieurs unités dans une usine de Bendix Corporation à Teterboro, dans le New Jersey, et ont découvert des ouvriers utilisant des pinces pour attacher des faisceaux de câbles électriques, les endommageant ainsi. La Bendix Corporation a nié les faits, affirmant que les unités avaient subi 61 inspections pendant la fabrication, en plus des inspections pendant les travaux d'installation et de maintenance, et a insisté sur le fait que si l'isolation des fils avait été rompue à un moment donné, elle aurait sûrement été détectée et l'unité aurait été remplacée. 

## Médias
Un des épisodes de la saison 2 de la série TV Mad Men fait référence à cet accident. Un des personnages de la série, Pete Campbell, perd son père dans l'accident.